# Фрегаты типа «Осло»
Фрегаты класса «Осло» (норв. Oslo-klassen) — серия норвежских фрегатов 1960-х годов. Строились в 1963—1967 годах на верфях Marinens Hovedverft в Норвегии. Конструкция фрегатов класса «Осло» базировалась на фрегатах США класса «Дейлей». За время своей службы фрегаты неоднократно подвергались модернизации. Все корабли этого класса, за исключением головного, затонувшего во время шторма в 1994 году, были сняты с вооружения в конце 1990-х — начале 2000-х годов, чтобы быть сменёнными фрегатами класса «Фритьоф Нансен». Единственный сохранившийся корабль класса «Осло», «Нарвик», превращён в плавучий музей в Хортене.

## Представители
| Название            | Номер | Спуск на воду   | Вступление в строй | Судьба                                                                |
| ------------------- | ----- | --------------- | ------------------ | --------------------------------------------------------------------- |
| Осло Oslo           | F 300 | 17 января 1964  | 29 января 1966     | затонул в 1994 году                                                   |
| Берген Bergen       | F 301 | 23 августа 1965 | 22 июня 1967       | снят с вооружения 3 августа 2005 и пущен на слом                      |
| Тронхейм Trondheim  | F 302 | 4 сентября 1964 | 2 июня 1966        | снят с вооружения в 2006 и пущен на слом                              |
| Ставангер Stavanger | F 303 | 4 февраля 1966  | 8 декабря 1967     | снят с вооружения в июне 1998 и затоплен как мишень для торпед в 2001 |
| Нарвик Narvik       | F 304 | 8 января 1965   | 30 ноября 1966     | снят с вооружения 1 августа 2007 и превращён в плавучий музей         |